# À toute vitesse
À toute vitesse is een Franse film van Gaël Morel uit 1996.

## Inhoud
Quentin is een jong en veelbelovend schrijver, die meer bezig is met zijn carrière dan met zijn vriendinnetje, dat ten slotte verliefd wordt op zijn beste vriend, Jimmy. Samir is op zijn beurt verliefd op Quentin, die daarvan niet wil weten, maar graag zou hebben dat Samir de held wordt van zijn volgende boek.

## Rolverdeling
| Acteur           | Personage         |
| ---------------- | ----------------- |
| Stéphane Rideau  | Jimmy             |
| Élodie Bouchez   | Julie             |
| Pascal Cervo     | Quentin           |
| Méziane Bardani  | Samir             |
| Salim Kechiouche | Jamel             |
| Paul Morel       | vader van Quentin |
| Aurélien Morel   | kelner            |